# Pulvio Zocchi
Pulvio Zocchi (San Giovanni Valdarno, 18 novembre 1878 – ...) è stato un attivista e sindacalista italiano.

## Biografia
Dopo un'agitazione svolta da sindacalista rivoluzionario a Bologna Pulvio Zocchi si trasferisce verso il 1912 a Torino dove guida un duro sciopero della base nell'industria automobilistica contro il contratto firmato dalla FIOM. Nel 1913 trasferitosi a Milano organizza in sostituzione di Filippo Corridoni, imprigionato, uno sciopero imponente che creò duri scontri diretti con le forze dell'ordine. In quegli anni ebbe una certa notorietà in ambito sindacale.
Un giovane parmense lo ricordò in un suo comizio: «A Parma, una volta, tutti avevano la politica nella pelle. Portavo ancora i calzoni corti che andavo già ai comizi, prima della guerra del ‘15. Ne ricordo uno, nel Salone della Cooperativa Bevitori del Cornocchio, tenuto da Pulvio Zocchi. L'uditorio era composto da diverse decine di persone, cassonieri, braccianti, spesati, ferrovieri, qualche donna vestita di scuro con il figlio piccolo in braccio. In fondo alla sala alcune giovani coppie con il suonatore di fisarmonica, che attendeva di prendere il posto dell'oratore per attaccare le danze domenicali con la mazurca di Migliavacca o Il ballo dell'usignolo. A questo pubblico pomeridiano Pulvio Zocchi chiedeva perentoriamente di “buttare a mare i poliziotti“, cosa non facile a Parma. Parlava in piedi su un tavolo addossato alla parete, sulla quale spiccava un grande quadro di Gesù Cristo, con una fiammante tunica rossa. Gesù Cristo, il primo socialista, mi diceva mio padre.».
Da sempre strenuo sostenitore della lotta antiautoritaria e antipadronale, Pulvio Zocchi tra i vari suoi punti di riferimento vide nel gesto dell'anarchico Jean Jacques Liabeuf e nelle iniziative degli operai francesi, un fiero esempio di ribellione per l'emancipazione del proletariato e della masse lavoratrici. Alla vigilia del primo conflitto mondiale sarà l'ispiratore del giornale Coerenza, "settimanale antimilitarista, antipatriottico, antiguerrafondaio", stampato a Milano tra il 25 febbraio e il 6 maggio 1915 (11 numeri) che raccoglierà sindacalisti rivoluzionari e gruppi anarchici della penisola.
È molto controversa la notizia secondo cui nel corso del ventennio Pulvio Zocchi si sarebbe avvicinato alla politica sociale del regime fascista pur senza svolgere attività di rilievo.

Nel febbraio 1945 sarà  con altri sindacalisti rivoluzionari e socialisti come Carlo Silvestri, uno dei principali promotori del Raggruppamento Nazionale Repubblicano Socialista guidato dal filosofo Edmondo Cione che si proponeva di conciliare la Resistenza italiana con la RSI.

Al fallimento dell'esperimento seguirà una astiosa polemica con Cione; Zocchi riassumerà la sua posizione nell'opuscolo Cione e la sua morte civile. La nascita osteggiata la crescita ingloriosa la morte inonorata del Raggruppamento Nazionale Repubblicano Socialista (1945).